# 阿什利·凯里
阿什利·凯里（英語：Ashley Carey，1969年5月23日—），澳大利亚前男子曲棍球运动员。他曾代表澳大利亚国家队参加1992年夏季奥林匹克运动会曲棍球比赛，获得一枚银牌。